# Gran Premio Bruno Beghelli 2011
Il Gran Premio Bruno Beghelli 2011, sedicesima edizione della corsa, si svolse il 9 ottobre 2011, per un percorso totale di 198,9 km. Venne vinto dall'italiano Filippo Pozzato che terminò la gara in 4h39'08", alla media di 42,7 km/h.

## Squadre partecipanti
| N.      | Cod. | Squadra               |
| ------- | ---- | --------------------- |
| 1-8     | RAB  | Rabobank Cycling Team |
| 11-18   | LIQ  | Liquigas-Cannondale   |
| 21-28   | LAM  | Lampre-ISD            |
| 31-38   | AST  | Pro Team Astana       |
| 41-48   | LEO  | Team Leopard-Trek     |
| 51-58   | SBS  | Saxo Bank-Sungard     |
| 61-68   | SKY  | Sky Procycling        |
| 71-78   | ALM  | AG2R La Mondiale      |
| 81-88   | GRM  | Team Garmin-Cervélo   |
| 91-98   | KAT  | Katusha Team          |
| 101-108 | GEO  | Geox-TMC              |

| N.      | Cod. | Squadra                       |
| ------- | ---- | ----------------------------- |
| 111-118 | DER  | De Rosa-Ceramica Flaminia     |
| 121-128 | FDJ  | FDJ                           |
| 131-138 | FAR  | Farnese Vini-Neri Sottoli     |
| 141-148 | COG  | Colnago-CSF Inox              |
| 151-158 | ASA  | Acqua & Sapone                |
| 161-168 | AND  | Androni Giocattoli-C.I.P.I.   |
| 171-178 | MIE  | Miche-Guerciotti              |
| 181-188 | DAN  | D'Angelo & Antenucci-Nippo    |
| 191-198 | WIT  | Wit Orologi-Ecologia Ambiente |
| 201-208 | AMO  | Amore & Vita                  |
| 211-218 | VBG  | Team Vorarlberg               |

## Ordine d'arrivo (Top 10)
| Pos. | Corridore            | Squadra      | Tempo    |
| ---- | -------------------- | ------------ | -------- |
| 1    | Filippo Pozzato      | Katusha      | 4h39'08" |
| 2    | Manuel Belletti      | Colnago      | a 19"    |
| 3    | Giovanni Visconti    | Farnese Vini | s.t.     |
| 4    | Miguel Ángel Rubiano | D'Angelo     | s.t.     |
| 5    | Bauke Mollema        | Rabobank     | s.t.     |
| 6    | Fabio Taborre        | Acqua & Sap. | a 21"    |
| 7    | Maxime Monfort       | Leopard-Trek | s.t.     |
| 8    | Oliver Zaugg         | Leopard-Trek | s.t.     |
| 9    | Thibaut Pinot        | FDJ          | a 22"    |
| 10   | Luca Paolini         | Katusha      | s.t.     |